# Каменское плато
Каменское плато (каз. Каменское плато) — село в Талгарском районе Алматинской области Казахстана. Входит в состав Панфиловского сельского округа. Код КАТО — 196253300.

## Население
В 1999 году население села составляло 144 человека (74 мужчины и 70 женщин). По данным переписи 2009 года в селе проживал 121 человек (62 мужчины и 59 женщин).